# Праисторијско насеље у Страгарима
Праисторијско насеље у Страгарима је археолошко налазиште и налази се на подручју Трстеника у општини Трстеник. Према истраживањима сматра се да је насало у периоду од 4800. до 4000. године пре нове ере. Убраја се у непокретна културна добра у Србији. 

## Археолошко ископавање и налази
Стручњаци из крушевачког музеја су прегледали терен и утврдили постојање неолитског насеља, да би од 1986. до 1988. године археолози са Филозофског факултета у Београду наставили са кампањом. Постојање четири културна слоја у Страгарима сведочи о континуитету живота праисторијског човека. Претпоставља се да је у овом трстеничком селу постојала насеобина средње величине са 15 до 30 кућа. Истраживане су три куће које су смештене на дубини од 1,7 до два метра. На основу налаза установљено је да се неолитски човек у Страгарима бавио риболовом. Оружје је користио за лов на медведе, јелене и дивље свиње, а не за ратовање. Нађени су и налази који упућују на то да су се бавили ткањем и сакупљањем плодова из природе. Хранили су се месом дивљих животиња, а њихове кости су им касније користиле као средства за лов. Од животињске коже су правили одевне предмете.  
Откривени предмети у Страгарима изложени у трстеничком музеју.